# کیت بوک
کیت بوک (به انگلیسی: Kate Bock) (زاده ۳۰ ژانویهٔ ۱۹۹۳) مدل کانادایی است.